# Estación Tropezón
Tropezón es una estación ferroviaria ubicada entre las localidades de Caseros y Villa Ayacucho y entre los partidos de General San Martín y Tres de Febrero, Provincia de Buenos Aires, Argentina.

## Servicios
La estación corresponde al Ferrocarril General Urquiza de la red ferroviaria argentina, en el ramal que conecta las terminales Federico Lacroze y General Lemos.

## Ubicación
La estación se encuentra en el límite entre la localidad de Caseros perteneciente al partido de Tres de Febrero, y localidad de Villa Ayacucho del partido de General San Martín, provincia de Buenos Aires. Cruzando la calle 1ro de Mayo, comienza la también sanmartinense localidad de Villa Libertad

## Toponimia
Diversos historiadores han debatido acerca del nombre de la Estación Tropezón. Algunos afirman que lleva este nombre debido a que durante la Guerra entre Buenos Aires (Ejército de la Confederación Argentina) y Entre Ríos (Ejército Grande), el 3 de febrero de 1852, el general Rosas, en su huida hacia el pueblo capital (Palermo), alejándose de la zona de la batalla de Caseros, su caballo tropezó y cayó al suelo. La historia continua afirmando que sus escoltas fueron salvajemente atacados por la retaguardia en esos momentos y que varios soldados brasileños (formaban parte del ejército comandado por el general Urquiza) quedaron frente a frente con el malherido Rosas quien demostraba inequívocamente haber perdido la guerra que desembocaría en la Constitución de 1853 y la Presidencia de su contrincante, Urquiza. Los soldados brasileños no atacaron a Rosas y lo dejaron huir. 
Tiempo después la línea de Ferrocarriles Metropolitanos sería llamada Urquiza y, ciertos políticos, para rendirle un homenaje a la figura de Rosas, se hicieron eco de esta historia y apodaron a esta estación "Tropezón".
Otros historiadores afirman que aquella historia es un mito y se basan en que el nombre viene de como se apodó durante mucho tiempo a la avenida que cruza la estación (Av. San Martín) que no tuvo una denominación oficial y que los vecinos (las comunidades inmigrantes, por esos tiempos, eran en su mayoría franceses y catalanes) en una mezcla de lenguajes le decían "Rue des Troupes" o "Carrer de les Tropes", algo así como, la calle de las tropas, ya que durante la batalla, por aquel camino, el ejército vencido transportó a los soldados muertos en combate hacia el cementerio de Villa Libertad (actual cementerio de San Martín) que se ubica donde termina la Av. San Martín.
Otros historiadores hacen mención a que, durante el debate acerca del nombre que se le debería poner a las calles de Caseros, y al colocarle oficialmente el nombre de Avenida San Martín, un prominente comerciante textil de origen francés (Laurence Candel), quien había sido testigo de la batalla de Caseros, a modo de protesta, comenzó a pegar carteles debajo de los nombres de las calles con la leyenda "nom de la rue des troupes sont" (el nombre de la calle es de las tropas) según lo que atestiguan diversas crónicas de la época. De ahí en más, fue conocido como el francés "troupes sont" (pronunciado trupeson) y el apodo se fue deformando maliciosamente hacia tropezón con el paso del tiempo. La denominación oficial no se hizo eco de esta protesta, pero en la historia del barrio quedó la anécdota durante mucho tiempo, lo que habría originado el nombre de la actual estación del Ferrocarril Urquiza. A esta teoría suscriben varios historiadores locales (López James, Álvarez Soler, entre otros).